# Andrés Bello
Andrés de Jesús María y José Bello López (Caracas, 29 novembre 1781 – Santiago del Cile, 15 ottobre 1865) è stato un poeta, filosofo, educatore e giurista venezuelano.

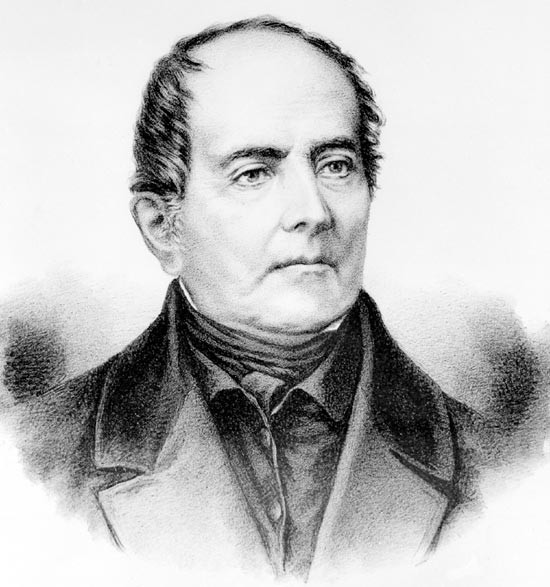
Ritratto di Andrés Bello.

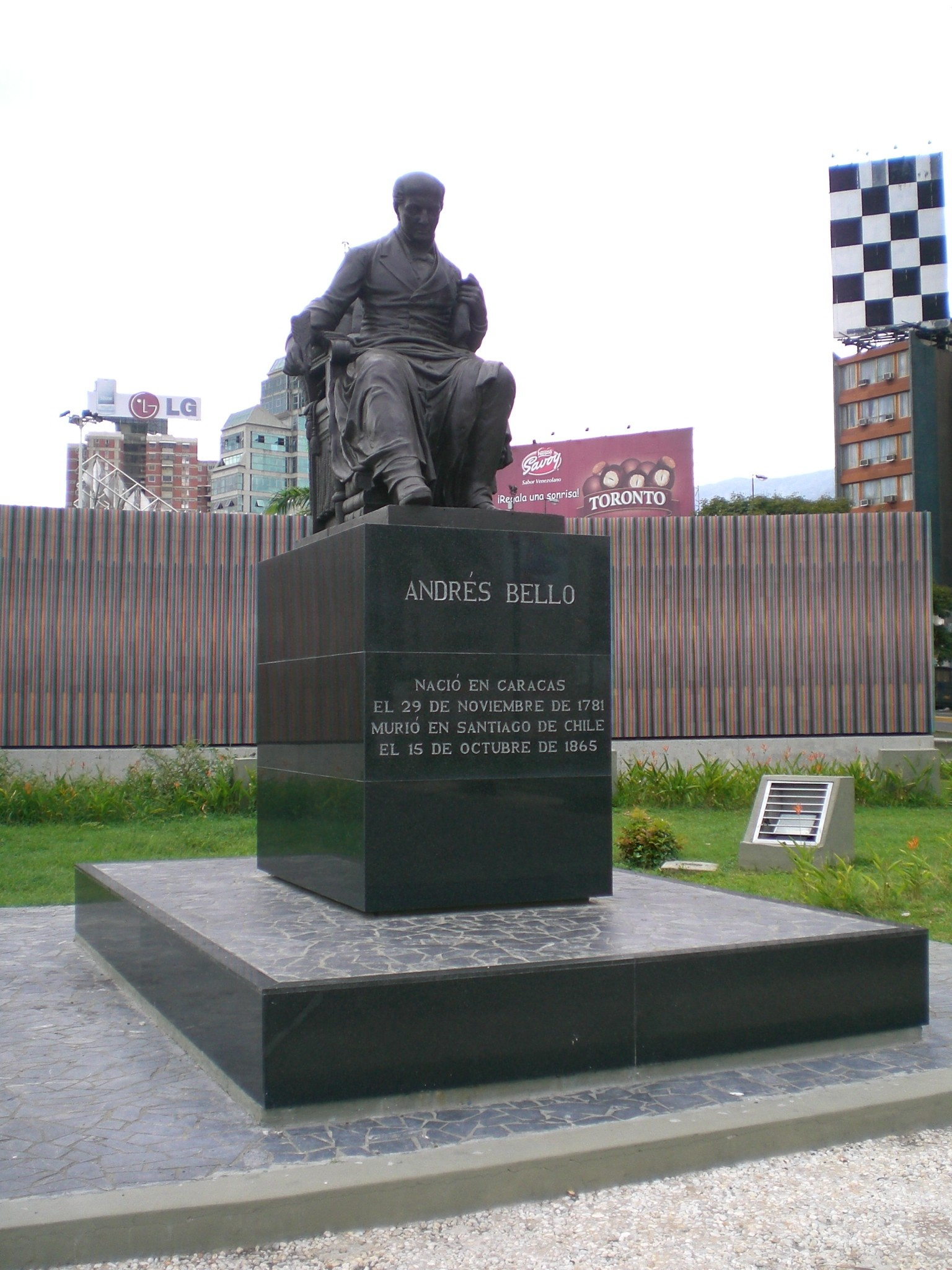
Statua di Andrés Bello nella Plaza Venezuela di Caracas.

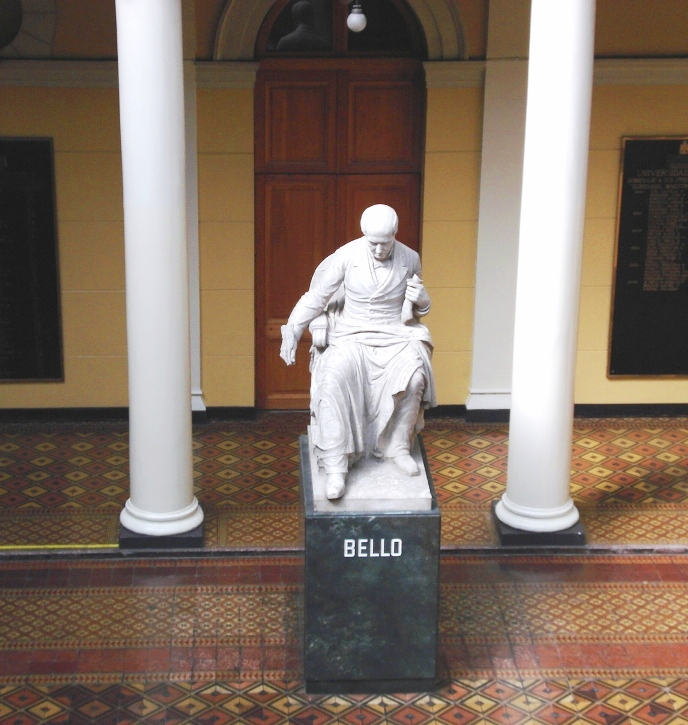
Statua di Andrés Bello nell'edificio centrale dell'Università del Cile.

È considerato uno degli umanisti più importanti delle Americhe. Fu un autodidatta dotato di una profonda istruzione. Nacque a Caracas, capitale a quel tempo della Capitaneria Generale del Venezuela, dove visse fino al 1810. Fu maestro di Simón Bolívar e partecipò al processo rivoluzionario che condusse all'indipendenza del suo paese. Come parte della compagine rivoluzionaria, prese parte alla prima missione diplomatica a Londra, città in cui risiedette per quasi vent'anni. Nel 1829 si imbarcò per il Cile, dove è ingaggiato dal governo, intenzionato a sviluppare grandi opere nel campo del diritto e delle scienze umane. In riconoscimento del suo merito umanistico, gli fu concessa la nazionalità cilena.
In Santiago giunse a ricoprire gli incarichi di senatore e professore, oltre a dirigere diversi periodici locali. Nel suo impegno come legislatore fu il principale propugnatore e redattore del Codice Civile, una delle opere giuridiche americane più innovatrici e influenti della sua epoca. Per sua ispirazione e con il suo decisivo appoggio, nel 1842 fu eretta l'Università del Cile, istituzione di cui fu primo rettore per più di vent'anni. Fra le sue opere principali si annovera una grammatica spagnola (Gramática de la lengua castellana destinada al uso de los americanos), i "Principi del diritto delle genti" (Principios del derecho de gentes), la poesia Silva a la agricultura de la zona tórrida e l'opera storica Resumen de la Historia de Venezuela.

## Biografia

### Caracas (1781-1810)
Andrés Bello era il figlio primogenito dell'avvocato don Bartolomé Bello e Ana Antonia López, i cui genitori discendevano da residenti delle Isole Canarie. Nella natia Caracas il giovane Andrés apprese i primi insegnamenti all'accademia di Ramón Vanlonsten. Lesse i classici del siglo de oro e già giovanissimo frequentava il Convento de Las Mercedes, dove imparò il latino sotto l'insegnamento del padre Cristóbal de Quesada. Alla morte dell'insegnante (1796) Bello traduce il libro V dell'Eneide.
Nel 1797 comincia gli studi all'Università di Caracas, conseguendo il titolo di Bachiller en Artes il 14 giugno 1800. In questo stesso anno, prima di laurearsi, riceve a Caracas il naturalista tedesco Alexander von Humboldt e compie con un compagno di von Humboldt, Aimé Bonpland, l'ascensione e l'esplorazione del Cerro Ávila.
Nella sua città natale si dedica anche a studi incompiuti di diritto e medicina, apprende da solo inglese e francese e dà lezioni private, fra i suoi allievi c'è anche Simón Bolívar. Le sue traduzioni e i suoi adattamenti dei classici gli danno prestigio e nel 1802 vince il concorso per secondo ufficiale di segreteria del governo coloniale. Durante il periodo fra il 1802 e il 1810 Bello diviene una delle persone intellettualmente più influenti nella società di Caracas e si distingue in incarichi politici per l'amministrazione coloniale. Acquisisce notorietà come poeta, in seguito alla traduzione della tragedia di Voltaire, Zulima. Dopo lo stabilimento della prima tipografia a Caracas nel 1808, la grande notorietà di Bello lo rende il candidato ideale per assumere la direzione della nuova Gaceta de Caracas, una delle prime pubblicazioni venezuelane.
I fatti rivoluzionari del 19 aprile 1810 danno inizio all'indipendenza del Venezuela. Ai moti partecipa il giovane Bello, e la Giunta lo nomina Primo ufficiale della Segretaria degli affari esteri. Il 10 giugno dello stesso anno, salpa dalle coste della sua patria per una delicata missione diplomatica come rappresentante della nascente repubblica: è incaricato insieme con Simón Bolívar e Luis López Méndez per guadagnare l'appoggio britannico alla causa dell'indipendenza. Bello è scelto per le sue vaste conoscenze e il suo dominio della lingua inglese, che aveva acquisito da autodidatta. Si imbarcò sulla corvetta "Wellington", che fu messa a disposizione della Giunta rivoluzionaria di Caracas dall'ammiraglio Thomas Cochrane.

### Londra (1810-1829)
La corvetta sulla quale viaggiava la commissione arrivò a Portsmouth il 10 luglio 1810, da dove i rivoluzionari si diressero a Londra con lo scopo di stabilire contatti con i membri delle alte sfere britanniche. La missione affidata a Bello, Bolívar e López incontra gravi problemi, perché la situazione politica aveva cambiato l'asse degli interessi inglesi rispetto all'America. Da un lato, l'invasione napoleonica della Spagna aveva avvicinato il Regno Unito al suo tradizionale nemico, di fronte al pericolo comune costituito da Napoleone Bonaparte. Ciò portò il governo di Londra ad aiutare la causa spagnola, concedendo prestiti e aiuti alla Junta Suprema Central che governava in nome di Ferdinando VII di Spagna. Senza danno di quello e con una certa doppiezza, Londra tollerava la propaganda indipendentista americana nel suo territorio, specialmente quella realizzata dal venezuelano Francisco de Miranda, e al contempo concedeva agli americani la qualifica di belligeranti. Gli interessi britannici nell'indipendenza delle colonie spagnole non andavano oltre.

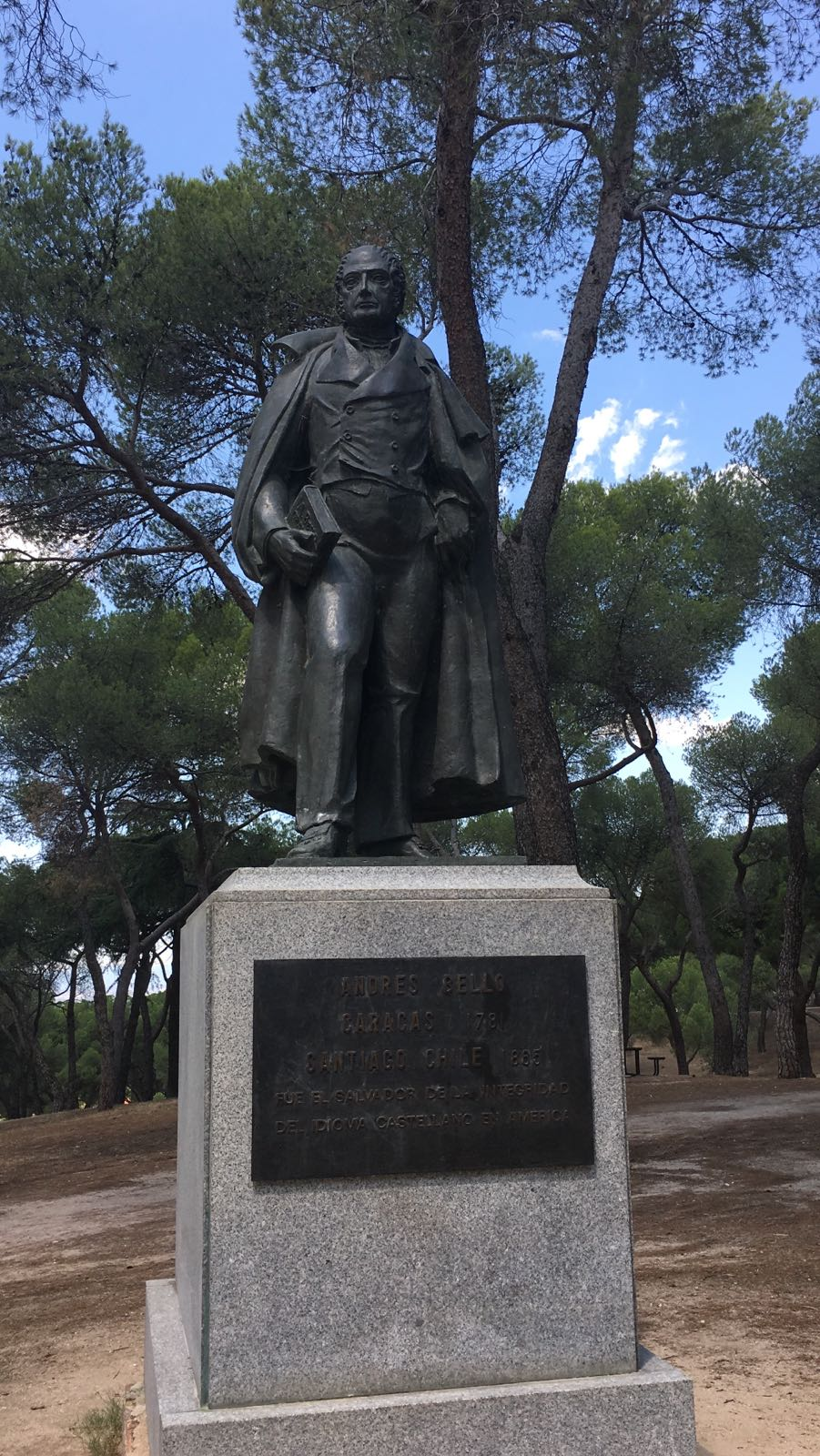
Estatua de Andrés Bello en Dehesa de la Villa, en Madrid (Spagna).

Con questi precedenti, la delegazione venezuelana fu ricevuta dal cancelliere britannico Richard Wellesley, fratello del duca di Wellington, in cinque colloqui non ufficiali che ebbero luogo nella sua residenza privata. La posizione britannica era chiara e fin dal principio diedero ad intendere che in quei momenti, l'appoggio politico alla causa dell'indipendenza era impossibile. Trattarono perciò di indirizzare le negoziazioni verso accordi commerciali più confacenti agli interessi britannici, in un tentativo di fare pressioni sulla Spagna per ottenere il libero commercio con le colonie spagnole. Un'altra ragione per permettere il ricevimento informale dell'ambasciata venezuelana era di evitare che i rivoluzionari ricorressero all'aiuto francese, nonostante lo scarso interesse mostrato da Bonaparte per la regione. L'insuccesso della missione provoca il ritorno di Bolívar nel Nuovo Mundo, con lo scopo di dedicarsi alla guerra che infuriava allora nel continente. Bello e López rimasero allora incaricati dell'ambasciata, incominciando a vivere diverse penurie economiche per il sempre più scarso sostegno del governo della nascente repubblica.
In questo periodo Bello inizia a introdursi nella società londinese, stabilendo una breve ma influente amicizia durante la breve permanenza in città di Francisco de Miranda. Sebbene si conoscessero dall'epoca in cui entrambi vivevano a Caracas, Miranda, nel suo ruolo di leader della causa indipendentista americana in Europa, approfittò delle vaste conoscenze di Bello per guadagnare altri alla causa. Miranda in quel periodo soggiornava sotto la protezione britannica a Londra, per sfuggire alla costante persecuzione spagnola. Bolívar, López e Bello furono ricevuti da Miranda nella sua casa di Grafton Street, dove si riunirono molte volte per accedere alle sfere di influenza di Miranda. Dopo la partenza di Bolívar, Bello fu ospitato per un certo tempo in casa di Miranda, dove fu iniziato alla massoneria, in una nuova loggia chiamata Nº 7 dei Cavalieri Razionali, di cui furono fondatori Carlos de Alvear, José de San Martín e Matías Zapiola, mentre López Méndez fungeva da maestro e Bello da segretario.
Un altro dei personaggi che esercitò un'ampia influenza fu il suo amico José María Blanco White, protetto di Lord Holland. Fu quest'ultimo per istanza di Blanco a procurare una certa stabilità a Bello ingaggiandolo come bibliotecario e professore privato. Si impegnò anche nel giornale El Español, che non sosteneva un'indipendenza totale dalla Spagna. In qualità di redattore prese contatto con personaggi come Francisco Antonio Pinto, futuro presidente del Cile, Antonio José de Irisarri, incaricato d'affari cileno che propizierà il suo viaggio a Santiago, Servando Teresa de Mier, con cui collaborava a El Español, James Mill, economista e politico scozzese e padre di John Stuart Mill, Jeremy Bentham, filosofo inglese, padre dell'utilitarismo, Vicente Salvá, filologo spagnolo, Bartolomé José Gallardo e Antonio Puigblanch.
Nonostante l'aiuto di Blanco White, la situazione economica di Bello si fece sempre più precaria. Nel 1812 manifesta la sua intenzione di ritornare in Venezuela, ma un gran terremoto che colpisce Caracas il 26 marzo 1812 non permette alla sua famiglia di aiutarlo, vista la perdita di buona parte del patrimonio familiare. Ad aggravare la situazione, la sconfitta dei rivoluzionari e la caduta della Prima Repubblica segna la fine di tutto l'appoggio economico dall'America e l'incarcerazione dell'amico Francisco de Miranda. Andrés Bello presenta una domanda per accedere all'amnistia che era stata annunciata dal governo spagnolo prima della disfatta degli indipendentisti. La domanda appare presentata all'ambasciata spagnola a Londra, datata 31 giugno 1813, un errore curioso in un efficiente e minuzioso funzionario pubblico. In un passaggio di quella petizione Bello dichiara:
(Andrés Bello)
La petizione di Bello non diede nessun risultato. L'anno seguente instaura un rapporto tramite "El Español" con il sacerdote Servando Teresa de Mier, importante rivoluzionario messicano che pubblicò vari testi in difesa della causa americana. Inoltre è in relazioni con Francisco Antonio Pinto, che allora lavorava come agente commerciale nella capitale britannica. Fu lui a presentare a Bello i rivoluzionari cileni che ispirarono il poema epico La Araucana di Alonso de Ercilla. Pinto, era stato incaricato dal governo del Cile come agente diplomatico, dapprima a Buenos Aires e poi a Londra. Qui affronta la stessa situazione di Bello dopo la caduta del governo cileno dopo la battaglia di Rancagua, che lo riduce in grande povertà. Sebbene si trovi in una situazione simile, Bello e Manuel de Sarratea aiutano come possibile lo sventurato diplomatico. Così stabiliscono una profonda amicizia e Pinto diviene uno dei pochi membri del suo circolo più ristretto. Di ritorno in Cile, Pinto prese parte alle vittorie rivoluzionarie di Chacabuco e Maipú, entrando a far parte della dirigenza politica del paese. Nel 1827, prima della rinuncia del capitano generale Ramón Freire, Pinto è eletto Presidente del Cile. Durante il suo breve mandato, alla vigilia della guerra civile e della sconfitta liberale di Lircay, in uno de suoi ultimi decreti nomina Bello come sottosegretario del ministero delle finanze.

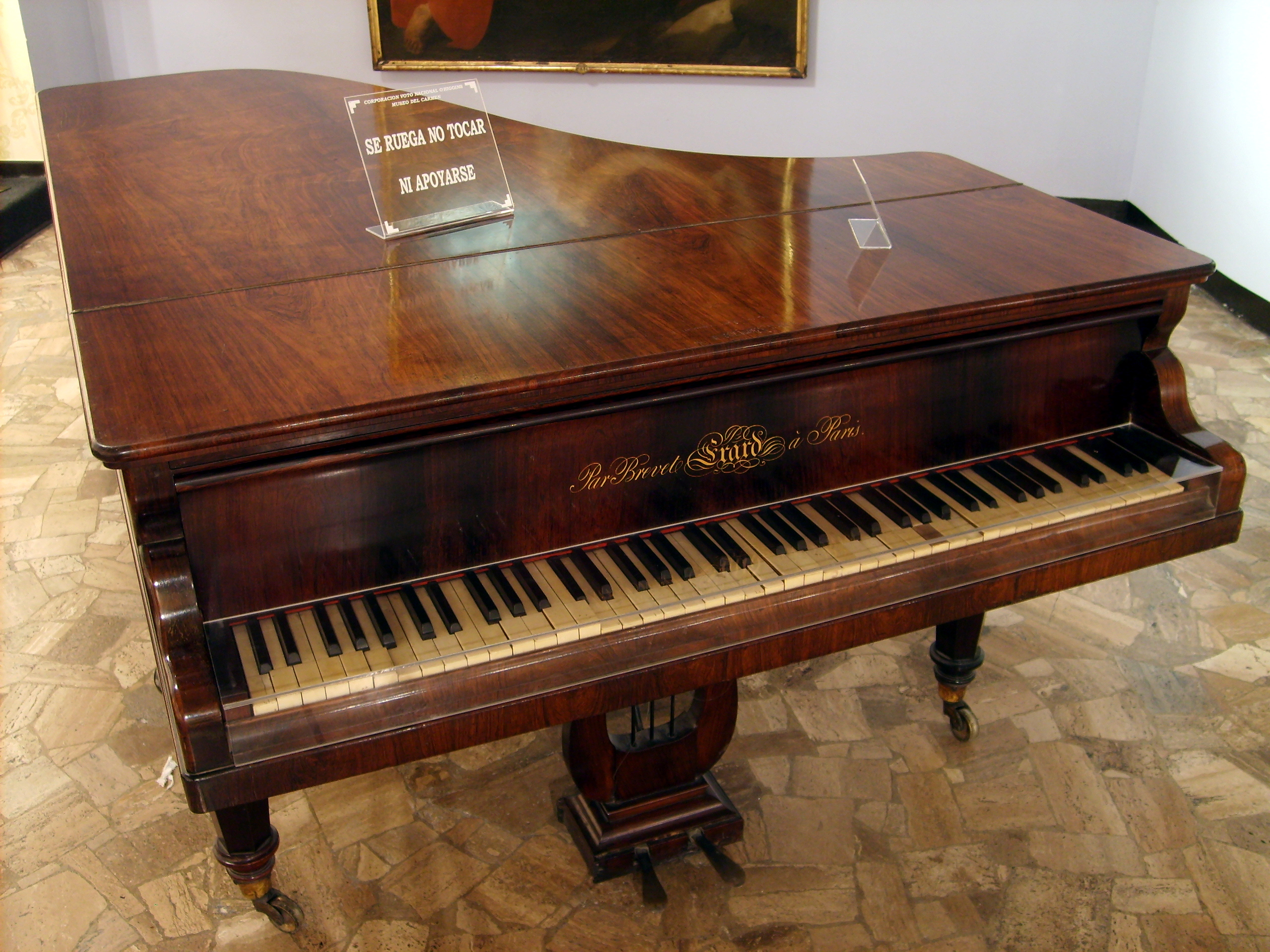
Piano Érard appartenuto ad Andrés Bello.

Le sue ristrettezze economiche non migliorano con il suo matrimonio con la giovane inglese di vent'anni Mary Ann Boyland, con cui si sposa nel maggio del 1814. Da questa unione nacquero i suoi primi tre figli Carlos (1815), Francisco (1817) e Juan Pablo Antonio (1820). La sua vita familiare è costantemente afflitta dalla mancanza di mezzi, sicché fa domanda di un impiego al governo di Cundinamarca nel 1815, e a quello delle Province Unite del Río de la Plata l'anno successivo. In quest'ultimo caso Bello ottenne l'impiego, ma per ragioni poco chiare non prese servizio. La sua situazione riesce nel 1816 a migliorare un po' in seguito all'aiuto del governo britannico, con cui può realizzare alcune ricerche nella biblioteca del British Museum. Lavora al museo quando Thomas Bruce, conte di Elgin, presenta i marmi del Partenone, nel 1819. L'anno successivo collabora con James Mill alla trascrizione dei manoscritti di Jeremy Bentham. La moglie si ammala di tubercolosi, infermità di cui muore il 9 maggio 1821, seguita da suo figlio Juan Pablo nel dicembre dello stesso anno, il primo dei nove figli che Bello perderà in vita.
In questo periodo stringe amicizia con il colombiano Juan García del Río, e ancora più importante per il suo futuro, conosce nel 1819 Antonio José de Irisarri, che era stato direttore supremo provvisorio del Cile nel 1814, e dopo la momentanea indipendenza del Cile ministro degli esteri ("cancelliere") della nuova Repubblica. Nello stesso anno scrive a Irisarri chiedendogli esplicitamente aiuto, sotto forma di un impiego nella legazione cilena a Londra. La risposta positiva tarda ad arrivare, nonostante i tentativi dell'ambasciatore di accelerarla. La designazione arriva dopo più di sei mesi, ma alla fine Bello riesce ad ottenere un impiego stabile, come segretario della legazione nel giugno del 1822.
Durante il suo incarico di segretario, Bello segue le istruzioni di Irisarri per ottenere il riconoscimento del Cile da parte di Francia e Regno Unito e un prestito per la nascente repubblica. Irisarri risponde a ordini diretti del direttore supremo Bernardo O'Higgins, che guida il Cile fino alla sua forzata abdicazione il 28 gennaio 1823. Irisarri si vede quindi interpellato da un nuovo delegato del governo, Mariano Egaña, che aveva un'antica disputa con Irisarri. Bello è coinvolto in uno spiacevole conflitto tra il titolare dell'incarico e suo superiore diretto (Egaña) e il suo ex capo (Irisarri). Tuttavia, i sospetti e i timori iniziali di Egaña si dissipano col tempo e scopre in Bello una mente brillante. Non lesina quindi elogi per colui che diverrà uno dei suoi grandi amici, favorendo il suo futuro ingaggio da parte del governo del Cile. Dice Mariano Egaña:
(Mariano Egaña)
Durante questo periodo Bello realizza buona parte del suo lavoro di scrittore e di poeta, dirigendo e redigendo gran parte de El Censor Americano (1820), La Biblioteca Americana (1823) e essendo direttore de El Repertorio Americano (1826). Tutte queste opere formano l'oggetto della massima manifestazione europea del pensiero americano, nella quale si pubblicano opere varie di scienze erudite, filologia, studi di criticas e analisi. Si pubblicano anche due dei grandi poemi di Bello, la Alocución a la poesía del 1823, e la Agricultura en la zona tórrida del 1826.
È impiegato nella legazione cilena fino al 1825, quando termina il suo contratto. Nello stesso anno passa con le stesse mansioni nell'ambasciata della Grande Colombia, dove subisce una grande delusione per non essere designato titolare dell'incarico lasciato vacante da Bolívar. Nella sua corrispondenza Bello manifesta la sua delusione, esprimendo il desiderio di abbandonare definitivamente l'Europa. Nel 1828, grazie a reiterate sollecitazioni di Egaña, il governo del Cile offre a Bello un posto al ministero delle finanze, per cui abbandona definitivamente il Regno Unito il 14 febbraio 1829.

### Santiago (1829-1865)

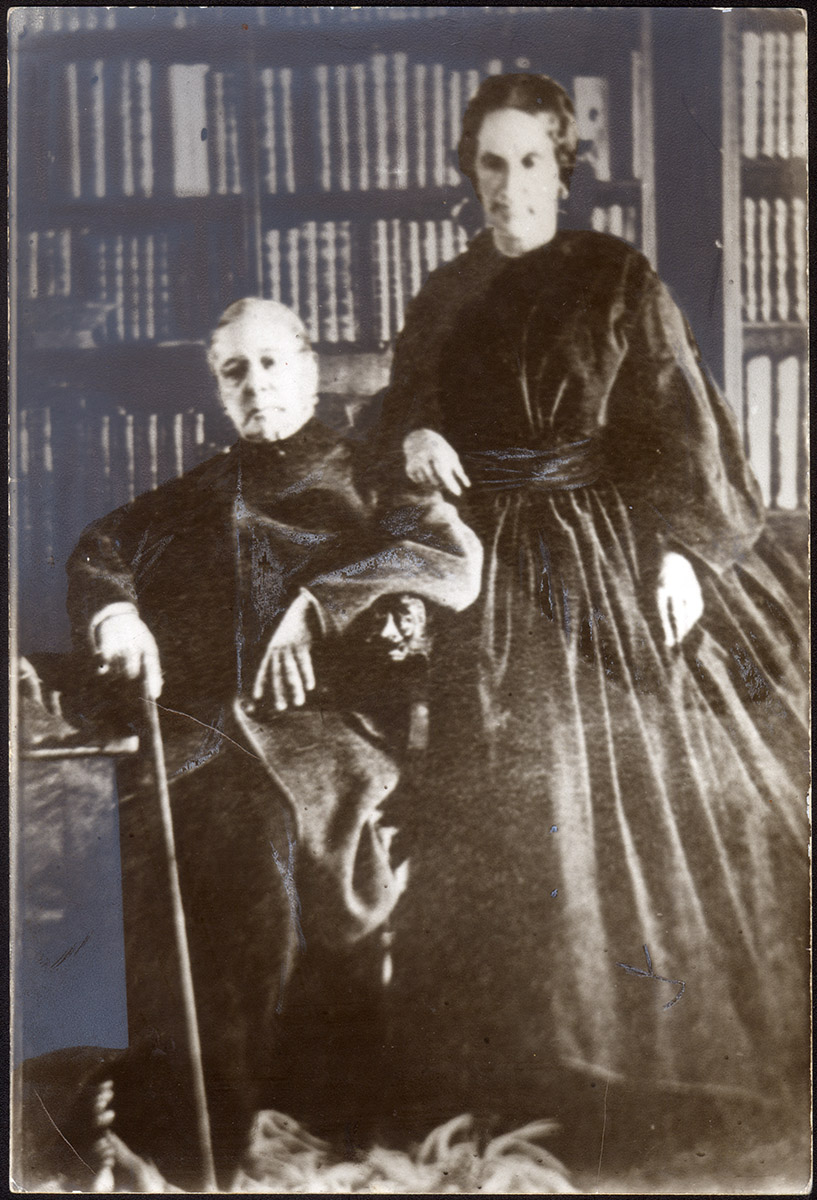
Dagherrotipo di Andrés Bello con la moglie Isabel Dunn, nel 1862.

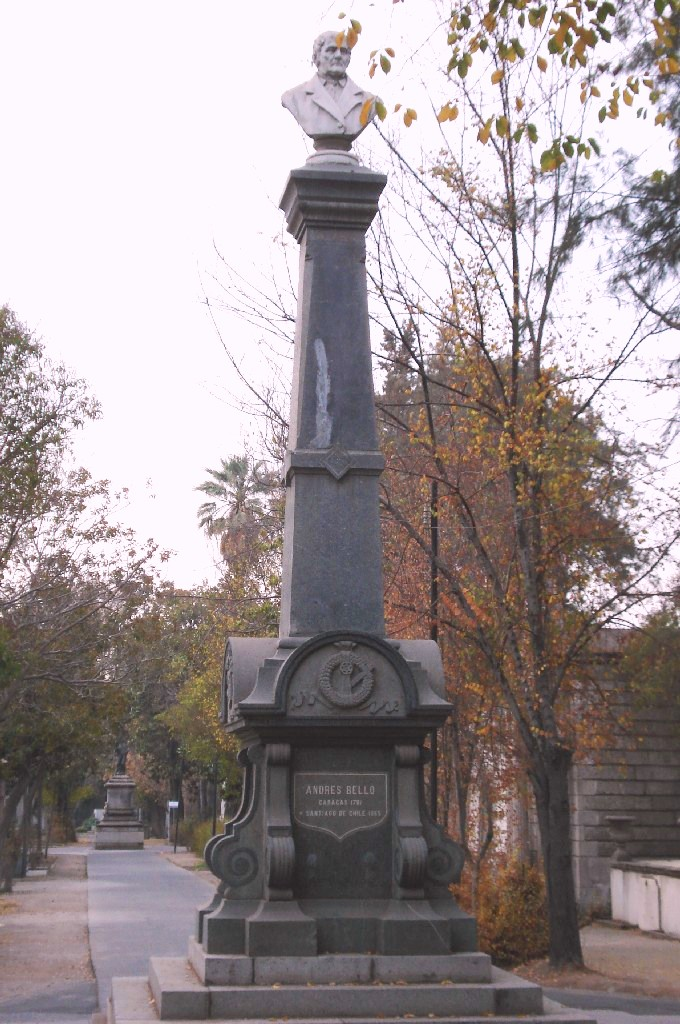
Tomba di Andrés Bello nel Cimitero generale di Santiago.

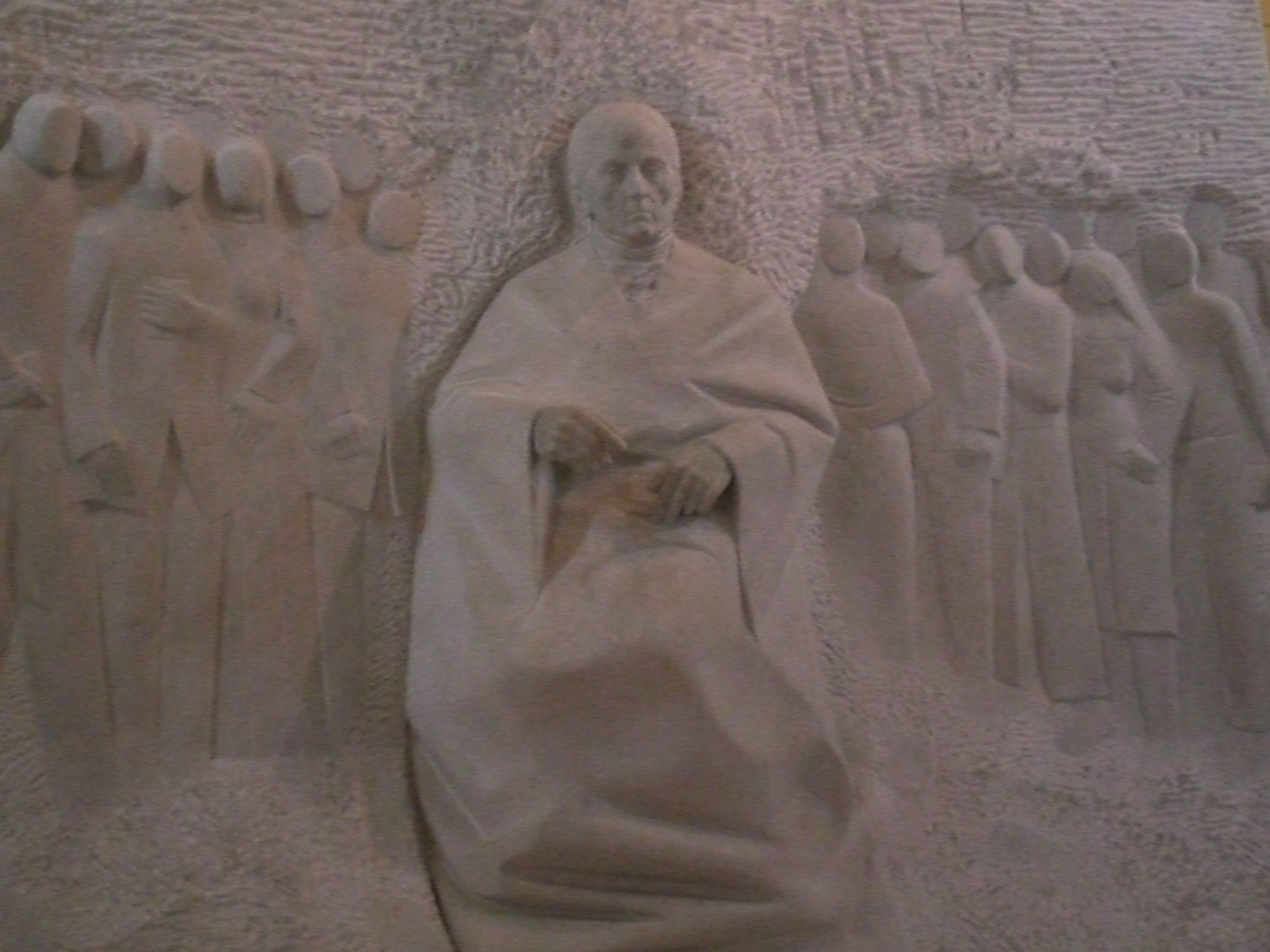
Cenotafio in onore di Andrés Bello nel Pantheon Nazionale di Caracas.

Andrés Bello arriva in Cile nel 1829, con la moglie Isabel Dunn, con cui aveva contratto matrimonio il 24 febbraio 1824. La sua designazione è di ufficiale maggiore del ministero delle finanze, accademico dell'Istituto Nazionale, fu il fondatore del Colegio de Santiago, rivale del Liceo de Chile creato da José Joaquín de Mora. Ebbe un'importante partecipazione nell'attività letteraria e culturale nel cosiddetto Movimento letterario del 1842. Nel 1842 con la fondazione della nuova Università del Cile gli fu concesso il titolo di primo rettore. Partecipa al quotidiano El Araucano fra il 1840 e il 1860, a quel tempo il mezzo culturale di riferimento. Partecipa al dibattito e alla polemica sul carattere della pubblica istruzione con Domingo Faustino Sarmiento. Negli anni del suo soggiorno in Cile, pubblica le sue principali opere di grammatica e diritto, ricevendo importanti riconoscimenti, fra cui quello di membro onorario della Real Academia Española nel 1851.
Gli fu concessa la nazionalità cilena nel 1832, ciò che gli consentì di essere eletto senatore per la città di Santiago fra il 1837 e il 1864. Fu il principale e quasi esclusivo redattore del Codice civile cileno fra il 1840 e il 1855, considerato una delle opere più originali della legislazione americana. Nella sua opera letteraria, spicca la traduzione libera della "Preghiera per tutti" di Victor Hugo, considerata da molti la migliore poesia cilena del XIX secolo.
Il 17 settembre 1843 pronunciò il Discorso di Inaugurazione all'Università del Cile, poi pubblicato nel 1846 sul primo numero della rivista Anales de la Universidad de Chile.
Morì a Santiago, il 15 ottobre 1865 e fu sepolto nel Cimitero generale della città.

## Opere
- Calendario manual y guía universal de forasteros en Venezuela para el año de 1810, con superior permiso, (Caracas)
- Arte de escribir con propiedad, compuesto por el Abate Condillac, traducido del francés y arreglado a la lengua castellana, (Caracas)
- A la vacuna y al Anauco, (Caracas)
- El romance a un samán, (Caracas)
- Los sonetos a la victoria de Bailén, (Caracas)
- A un Artista, (Caracas)
- Mis deseos, (Caracas)
- Venezuela consolada y España restaurada, (Caracas)
- Resumen de la Historia de Venezuela, (Caracas)
- Alocución a la Poesía, (Londres)
- Silva a la Agricultura de la Zona Tórrida, (Londres)
- Himno a Colombia, (Londres)
- Carta de Londres a París por un americano a otro, (Londres)
- Canción a la disolución de Colombia, (Londres)
- Principios de derecho de jentes. (Santiago de Chile, 1832)
- Principios de la ortología y métrica de la lengua castellana (Santiago de Chile, 1835)
- Gramática de la lengua latina (Santiago de Chile, 1838)
- Teresa; drama en prosa y en cinco actos, por Alejandro Dumas, traducido al castellano y arreglado por don Andrés Bello (1846, representada por primera vez en Santiago de Chile en 1839)
- Análisis ideológica de los tiempos de la conjugación castellana (Valparaíso, 1841)
- El incendio de la Compañía. Canto elegíaco (Santiago de Chile, 1841)
- Discurso de inauguración de D. Andrés Bello, rector, Santiago de Chile (Santiago de Chile, 1842).
- Principios de Derecho Internacional (Valparaíso 1844). Edición corregida y aumentada de destinada al uso de los americanos (Santiago de Chile, 1847)
- Cosmografía o descripción del universo conforme a los últimos descubrimientos (Santiago de Chile, 1848)
- Compendio (Santiago de Chile, 1850)
- Proyecto de Código Civil (Santiago de Chile, 1853) 4 volúmenes.
- Código Civil de. Fundación La Casa de Bello. Caracas. 26 volúmenes.
- Bello, Andrés. 1881-1893. Obras Ramírez (1881-1890), Tomos XIV al XV Imprenta Cervantes, [1891-1893]. El culo de la vida